# Илонзе, Энни
Э́нни Ило́нзе (англ. Annie Ilonzeh; род. 23 августа 1983, Грейпвайн) — американская актриса. Она известна по своей роли Майи Уорд в мыльной опере ABC «Главный госпиталь», и Кейт Принц в телесериале «Ангелы Чарли».

## Жизнь и карьера
Аннетт Нгози Илонзе родилась в Грейпвайн, Техас в 1983 году. Она была студенткой университета Техаса в Арлингтоне и в 2007 году дебютировала на телевидении в эпизоде ситкома «Как я встретил вашу маму». У неё также были незначительные роли в фильмах «Обещать — не значит жениться», «Мисс Март» и «Перси Джексон и похититель молний».
В 2009—2010 годах Илонзе снялась в трех эпизодах сериала «Мелроуз Плейс», а в 2010 году она появилась в двух эпизодах сериала «Красавцы». С 2010 по 2011 год она сыграла роль Майи Уорд в мыльной опере канала ABC «Главный госпиталь».
В начале 2011 года Илонзе получила главную роль в сериале «Ангелы Чарли», который был закрыт после нескольких эпизодов. С тех пор у нёе были второстепенные роли в сериалах «Стрела», «Их перепутали в роддоме» и «До смерти красива». В 2013 году она снялась в неудачном пилоте NBC «Хэтфилды и Маккои», где сыграла роль дочери Ребекки Де Морней. Также в 2013 году Илонзе сыграла главную роль в телефильме канала Lifetime «Убийца на реалити-шоу». В 2018 году получила роль Эмили Фостер в сериале «Пожарные Чикаго» и достаточно быстро вошла в основной актёрский состав сериала. Весной 2020 года стало известно, что Илонзе покинет сериал после двух лет съёмок.

## Фильмография

### Телевидение
| Год       | Название на русском      | Название на английском | Роль               | Примечания                                                                 |
| --------- | ------------------------ | ---------------------- | ------------------ | -------------------------------------------------------------------------- |
| 2007      | Как я встретил вашу маму | How I Met Your Mother  | Бекки              | 1 эпизод                                                                   |
| 2008      | Не беспокоить            | Do Not Disturb         |                    | 1 эпизод                                                                   |
| 2009-2010 | Мелроуз Плейс            | Melrose Place          | Наташа             | 3 эпизода                                                                  |
| 2011      | Игра                     | The Game               | Антея              | 1 эпизод                                                                   |
| 2010-2011 | Главный госпиталь        | General Hospital       | Майя Уорд          | Дневная мыльная опера, регулярная роль с 31 марта 2010 по 8 июня 2011 года |
| 2010-2011 | Красавцы                 | Entourage              | Рэйчел             | 3 эпизода                                                                  |
| 2011      | Ангелы Чарли             | Charlie’s Angels       | Кейт Принц         | Регулярная роль, 8 эпизодов                                                |
| 2012-2013 | Их перепутали в роддоме  | Switched at Birth      | Лана Браселлед     | 8 эпизодов                                                                 |
| 2012—2014 | Стрела                   | Arrow                  | Джоанна де ла Вега | 8 эпизодов                                                                 |
| 2013      | Хэтфилды и Маккои        | Hatfields & McCoys     | Шэннон Хэттфилд    | Пилот                                                                      |
| 2013      | До смерти красива        | Drop Dead Diva         | Николь Хэмилл      | 4 эпизода                                                                  |
| 2013      | Убийца на реалити-шоу    | Killer Reality         | Хэйли Вэнс         | Телефильм канала Lifetime                                                  |
| 2018-2020 | Пожарные Чикаго          | Chicago Fire           | Эмили Фостер       | 42 эпизода                                                                 |
| 2018-2020 | Полиция Чикаго           | Chicago P.D.           | Эмили Фостер       | 4 эпизода                                                                  |
| 2019      | Медики Чикаго            | Chicago Med            | Эмили Фостер       | 1 эпизод                                                                   |

### Фильмы
| Год  | Название на русском               | Название на английском                             | Роль             | Примечания             |
| ---- | --------------------------------- | -------------------------------------------------- | ---------------- | ---------------------- |
| 2009 | Не нужно                          | Not Necessary                                      | Уитли            | Короткометражный фильм |
| 2009 | Обещать — не значит жениться      | He’s Just Not That Into You                        | Девушка          |                        |
| 2009 | Мисс Март                         | Miss March                                         | Красивая девушка |                        |
| 2010 | Перси Джексон и похититель молний | Percy Jackson & the Olympians: The Lightning Thief | Афродита         |                        |
| 2017 | 2pac: Легенда                     | All Eyez on Me                                     | Кидада Джонс     |                        |